# Palazzo Querini alla Carità
Palazzo Querini alla Carità è un edificio civile veneziano, sito nel sestiere di Dorsoduro e affacciato sul Canal Grande tra palazzo Mocenigo Gambara e le Gallerie dell'Accademia. È noto anche come Palazzo Querini Vianello.

## Storia
Palazzo risalente al XVIII secolo ed edificato al posto di una casa gotica, è stato ampliato nel 1868. Ha ospitato a lungo il Consolato della Gran Bretagna e attualmente è la sede dell'agenzia di affitti turistici.

## Architettura
Palazzo dal caratteristico fronte neoclassico che concentra tutta la sua importanza nella trifora centrale con poggiolo, appare scarno e lineare. Elementi di completamento sono due coppie di monofore e le finestre dei due mezzanini. Il portale anteriore è quadrangolare. Dietro al corpo più moderno si sviluppa un piccolo giardino.